# بوبي أرشيبالد
بوبي أرشيبالد (بالإنجليزية: Bobby Archibald)‏ (6 نوفمبر 1894 في المملكة المتحدة - 1 يناير 1966 باسكتلندا في المملكة المتحدة) هو لاعب كرة قدم بريطاني (وحمل سابقاً جنسية المملكة المتحدة لبريطانيا العظمى وأيرلندا) في مركز الهجوم. لعب مع ريث روفرز وستوك سيتي ونادي أبردين ونادي بارنسلي ونادي رينجرز ونادي هيبرنيان ونادي دمبرتون ونادي لانارك الثالث ونادي ألبيون روفرز ونادي آير يونايتد.